# Porto Velho EC
Porto Velho EC is een Braziliaanse voetbalclub uit Porto Velho in de staat Rondônia. 

## Geschiedenis
De club werd opgericht in 2018 en nam het daaropvolgende jaar deel aan de staatscompetitie. De club werd tweede in zijn groep en plaatste zich voor de halve finale, waar ze verloren van Vilhenense. In 2020 werd de club groepswinnaar en versloeg in de halve finale União Cacoalense. In de finale versloeg de club Real Ariquemes en werd zo twee jaar na de oprichting al staatskampioen. Hierdoor plaatste de club zich voor de Copa do Brasil 2021, waar de club in de eerste ronde verslagen werd door Ferroviário. In de staatscompetitie van 2021 plaatste de club zich opnieuw voor de eindfase en verloor aanvankelijk na strafschoppen van União Cacoalense, maar doordat deze club een niet-speelgerechtigde speler opgesteld had werd de club gediskwalificeerd en ging Porto Velho alsnog naar de finale, die ze opnieuw wonnen van Real Ariquemes. 

## Erelijst
Campeonato Rondoniense
2020, 2021, 2023, 2024